# Kościół św. Mikołaja w Jaszkowej Górnej
Kościół św. Mikołaja w Jaszkowej Górnej – zabytkowy kościół we wsi Jaszkowa Górna.
Kościół parafialny wybudowany w  XVI w., przebudowany  w 1777.